# Statistica descrittiva
La statistica descrittiva è la branca della statistica che studia i criteri di rilevazione, classificazione, sintesi e rappresentazione dei dati appresi dallo studio di una popolazione o di una parte di essa (detta campione).
I risultati ottenuti nell'ambito della statistica descrittiva si possono definire certi, a meno di errori di misurazione dovuti al caso, che sono in media pari a zero. Da questo punto di vista si differenzia dalla statistica inferenziale, alla quale sono associati inoltre errori di valutazione.

## Collezione
In statistica la collezione (set) è una raccolta di dati (anche ripetuti). Quando la collezione ha un ordinamento allora si chiama serie.

## Rilevazione dei dati
La rilevazione dei dati di un'intera popolazione è detta "censimento". Quando invece l'indagine si concentra su un determinato campione rappresentativo, si parla di "sondaggio".

## Classificazione dei dati
I dati raccolti possono essere classificati attraverso distribuzioni semplici o complesse:
- una distribuzione si dice "semplice" se ad ogni individuo della popolazione o del campione è associato un solo  carattere (ad esempio: l'età anagrafica di un individuo);
- una distribuzione è detta "complessa" se ad ogni individuo della popolazione o del campione sono associati almeno due caratteri (ad esempio il nome e il cognome di un individuo).

## Sintesi dei dati
I dati raccolti possono essere sintetizzati attraverso famiglie di indici, quali:
- indici di posizione
- indici di variabilità
- indici di forma
- rapporti statistici
- relazioni statistiche

## Rappresentazione dei dati
I dati di un'indagine possono essere rappresentati attraverso molteplici rappresentazioni grafiche, tra cui:
- istogramma
- diagramma circolare
- diagramma a scatola e baffi
- diagramma di dispersione